# قرار مجلس الأمن التابع للأمم المتحدة رقم 1352
قرار مجلس الأمن التابع للأمم المتحدة رقم 1352، المتخذ بالإجماع في 1 حزيران / يونيو 2001، بعد أن أشار إلى جميع القرارات السابقة بشأن العراق، بما في ذلك القرارات 986 (1995) و1284 (1999) و1330 (2000) بشأن برنامج النفط مقابل الغذاء، مدد المجلس الأحكام المتعلقة بتصدير النفط العراقي أو المنتجات البترولية مقابل مساعدات إنسانية حتى 3 تموز (يوليو) 2001.
كان مجلس الأمن مقتنعاً بضرورة اتخاذ إجراء مؤقت لتقديم المساعدة الإنسانية للشعب العراقي حتى تنفذ الحكومة العراقية أحكام القرار 687 (1991) وتوزع المساعدات في جميع أنحاء البلاد بالتساوي. كما أشار إلى مذكرة التفاهم لعام 1996 بين الأمم المتحدة والحكومة العراقية.
عملا بالفصل السابع من ميثاق الأمم المتحدة، مدد المجلس برنامج النفط مقابل الغذاء وأعرب عن اعتزامه النظر في ترتيبات جديدة لتحسين تدفق السلع والمنتجات إلى العراق (بخلاف الأصناف المحظورة) وتسهيل التجارة المدنية والتعاون الاقتصادي مع العراق. وستعمل الترتيبات المقترحة أيضا على تحسين التدابير الرامية إلى منع بيع أو توريد الأصناف التي يحظرها المجلس وتدفقات الإيرادات خارج حساب الضمان الذي أنشأه المجلس.
وأخيراً، أعلن القرار أن الأحكام الجديدة ستُعتمد لمدة 190 يوماً اعتباراً من 4 تموز / يوليو 2001.

## روابط خارجية
- نص القرار في undocs.org